# Overlord: Raising Hell
Overlord:Raising Hell (слободан превод Господар:Дизање Пакла) је званична експанзија (продужетак) акционо-истраживачке игре Overlord коју је развио Тријумф студиос и објавио Коудмастерс 2007. године. Игра је објављена за преузимање за Xbox 360 и PC 15. фебруара 2008. заједно са додацима за мултиплејер (групну игру). Верзија за PlayStation 3 је објављена јуна 2008. године са свим надоградњама претходне игре на Блу-реј диску. Ова игра продужује претходну игру у синглплејеру (нормалној игри) додајући нове нивое, приче, непријатеље и оружје.

## Начин игре
Ова игра додаје, поред нове приче, нове оклопе и оружја која се кују у Господаревој кули. Да би могао да кује боље оружје, играч мора прво да нађе калуп за сваки предмет и да га врати у своју кулу да би успомоћ животне енергије својих гремлина могао да унапреди своје оружје. Надограђено оружје има видљивији ефекат него у првој игри. На пример постоји оружје које наноси ватрену штету и које може да кратко онеспособи противника, док у прошлој игри надоградњом оружја играч само повећава штету коју наноси непријатељима. Такође у овој игри су уведени шлемови који повећавају количину животне енергије убијених непријатеља. Нови предмети нису ограничени само на нове нивое већ могу да се користе и у нивоима из оригиналне игре.

## Прича
Прича се наставља након прве игре Overlord, када најстарији гремлин Гнарл пријави Господару да се емитује огромна количина зле енергије у покореним територијама. Након доласка у Плодне Висоравни (прва освојена територија) Господар гледа како локални сељаци улазе у портал мислећи да је то пут до Раја. Међутим, након уласка они сазнају да су ушли у „Амбис", паклену верзију њихове реалности, где су људи мучени или натерани да раде. Тада Господар сазнаје да да би покорио ову димензију он мора за сваку територију да узме камен који чувају 7 хероја које је играч убио у Overlord-у.
Сваки од ових хероја је осуђен на казну која одговара његовог греха, на пример, полутан Мелвин чији грех је био прождрљивост је осуђен да једе док не експлодира након чега се опет ствара и наставља овако. На крају Господар се сукобљава са Заборављеним богом који је успомоћ неког из Господаревог света отворио портал да би могао да га освоји. Након што је побеђен Заборављени бог уништава Амбис да би убио Господара. Гремлини успевају да побегну, док је Господар остао заробљен у Амбису. Војска Амбиса се клања Господару након што је победио њиховог вођу и зато постаје нови бог Амбиса. Гремлини касније жале за својим вођом, али их Гнарл теши да ће се он вратити речима „Зло увек нађе начин", тада се сазнаје да је Господарева жена (Ружа или Велвет) трудна.